# HMS Indomitable (R92)
La HMS Indomitable (Pennant number R92), seconda nave da guerra britannica a portare questo nome, è stata una portaerei classe Illustrious della Royal Navy. Venne impostata nei cantieri di Barrow-in-Furness il 10 novembre 1937, varata il 26 marzo 1940 ed entrò in servizio il 10 ottobre 1941, in piena seconda guerra mondiale.

## Progetto
Sebbene il progetto base fosse quello della classe Illustrious, la nave venne modificata per portare 45 aerei invece dei 33 delle altre tre navi della classe. Essendo la nave dotata di ponte e pareti hangar corazzate, venne calcolato che riducendo lo spessore delle pareti laterali ad 11" le 1500 t del ponte corazzato potevano essere sopraelevate di 14 piedi (circa 4,6 m) ed ospitare così un secondo hangar.

## Servizio

### 1941-42
Tra giugno e ottobre vennero effettuate le prove in mare nelle Indie Occidentali e la nave venne designata per il servizio nella Eastern Fleet a copertura della Forza Z, formata dalla nave da battaglia Prince of Wales e all'incrociatore da battaglia Repulse. Il 3 novembre però la nave si incagliò venendo quindi dirottata verso i cantieri navali di Norfolk per le riparazioni. Poche settimane dopo, il 10 dicembre, a soli tre giorni dall'attacco di Pearl Harbor, le navi della Forza Z vennero affondate da un attacco aereo giapponese. È stato sostenuto che la presenza della Indomitable e dei suoi apparecchi nella zona avrebbe potuto evitare la fine delle due navi britanniche, certo è che anche senza l'incidente difficilmente la portaerei sarebbe giunta in tempo in zona di guerra visti i giorni di viaggio necessari per raggiungere Singapore. In dicembre partì finalmente per raggiungere la Eastern Fleet, imbarcando 50 caccia Hawker Hurricane per rinforzare le difese di Singapore, che però si arrese il 15 febbraio 1942.
Il 31 marzo venne assegnata alla Forza A insieme alla Warspite, alla Illustrious e a tre incrociatori. Il 22 aprile seguente, dopo varie missioni di pattugliamento svolte senza intercettare forze giapponesi, venne designata per partecipare allo sbarco in Madagascar, denominato Operazione Ironclad.(nell'ambito della battaglia del Madagascar)
Tra il 5 ed il 7 maggio lanciò diversi attacchi aerei sull'isola in appoggio all'invasione, venendo attaccata il giorno successivo senza successo dal sommergibile della Francia di Vichy Monge, poi affondato dai cacciatorpediniere Panther e Active. Nel mese di giugno venne sottoposta ad una serie di lavori in cantiere in seguito ai quali partecipò ad un'esercitazione al largo di Mombasa insieme alla Valiant.

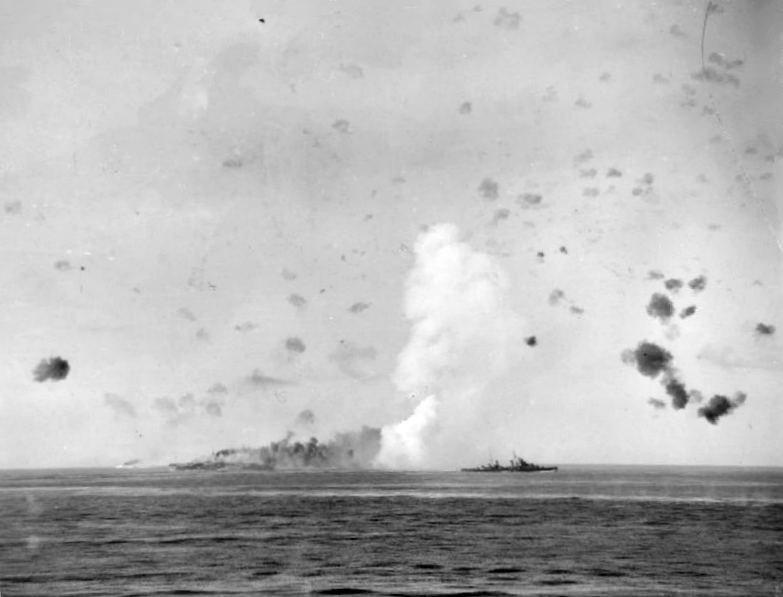
La Indomitable in fiamme dopo essere stata colpita nella battaglia di mezzo agosto

Il mese successivo venne trasferita a Gibilterra per operare nel Mediterraneo con la Forza H, partecipando quindi all'Operazione Pedestal, sfociata nella battaglia di mezzo agosto; in quel momento, la nave era equipaggiata con 55 aerei degli Squadron 800 (Sea Hurricane), 806 (Martlet), 827 (Fairey Albacore), 831 (Albacore) e 880 (Sea Hurricane).
la Indomitable (comandata dal capitano di vascello Thomas Hope Troubridge) fu colpita duramente nel pomeriggio del 12 agosto 1942 da 20 bombardieri in picchiata tedeschi Junkers Ju-87 Stuka appartenenti al 1º Gruppo del 3º Stormo Stuka (I./St.G.3), decollati da Trapani al comando del capitano Martin Mosdorfer. Questi Stuka, sganciando in picchiata da 300-350 metri di quota, centrarono il ponte di volo con tre bombe da 500 kg.
Una bomba cadde a prora davanti all'elevatore anteriore, perforò il ponte di volo corazzato ed esplose nell'aviorimessa. L'esplosione fu tale che l'elevatore di 70 tonnellate fu sollevato ed incastrato di sessanta centimetri sopra il livello del ponte. Molti specialisti, che stavano lavorando agli aerei, furono uccisi o feriti. Un incendio di vaste proporzioni si sviluppò nel deposito siluri, scaldò i siluri e minacciò di farli esplodere. La seconda bomba, caduta a poppa, perforò anch'essa il ponte di volo, sfondò l'ascensore posteriore e distrusse il piano delle cabine degli ufficiali. La terza bomba esplose al fianco sinistro della portaerei, sopra la linea d'immersione, aprì un largo squarcio nello scafo, distrusse il quadrato e uccise e ferì una mezza dozzina di ufficiali liberi dal servizio, quasi tutti appartenenti piloti e osservatori dello 827 Naval Air Squadron della Fleet Air Arm, all'epoca dotato di aerosiluranti Albacore.
Le tre bombe misero fuori uso anche una delle centrali di tiro e due delle torrette contraeree binate da 114 millimetri, situate sul fianco a prua, ma la Indomitable riportò altri danni per due bombe cadute molto vicine al suo scafo sul lato sinistro. Una causò solo avarie superficiali alla fiancata, ma l'altra aprì uno squarcio presso un deposito di nafta, e si allagarono alcuni compartimenti adiacenti, con conseguente sbandamento della portaerei di otto gradi. 
Complessivamente i morti dell'Indomitable furono 66, compresi 6 ufficiali, e i feriti 59. Nonostante i gravi danni, spenti gli incendi e potendo ancora navigare a 28 nodi, avendo il comandante Troubridge segnalato di avere le macchine in piena efficienza, la Indomitable riuscì a raggiungere Gibilterra, per poi in settembre essere trasferita negli Stati Uniti per riparazioni concluse nel gennaio del 1943.

### 1943
Uscita dai cantieri statunitensi nel gennaio 1943, tornò in patria per l'installazione dei Radar Type 218B e 79 per l'individuazione aerea. Tra aprile e maggio rimase assegnata alla Home Fleet, venendo nuovamente assegnata alla Forza H il 17 giugno seguente. Il 10 luglio seguente venne schierata nello Ionio per evitare interferenze della flotta italiana nello sbarco in Sicilia. Al comando del capitano di vascello Guy Grantham, nella notte del 16 luglio 1943 fu colpita a 50 miglia a sud di Capo Passero (Sicilia) da un siluro sganciato da un aerosilurante italiano S.M. 79 della 204ª Squadriglia del 41º Gruppo Aerosiluranti, partito dall'aeroporto di Gioia del Colle, ed avente per primo pilota il capitano Carlo Capelli e per secondo pilota il sottotenente Ennio Caselli:
Secondo la ricostruzione dell'episodio fatta in un articolo di rivista l'avvicinamento dell'S. 79 del capitano Capelli fu favorita dall'assenza di reazione della formazione navale britannica, che procedeva in linea di fila, aperta dall'incrociatore Aurora, seguito dalle corazzate Nelson e Rodney, dalla Indomitable e dall'incrociatore Penelope, mentre otto cacciatorpediniere (ORP Piorun, HMS Tyrian, HMS Tumult, HMS Troubridge, HMS Queenborough, HMS Offa, HMS Ilex, HMS Echo) si trovavano di prora in posizione di schermo difensivo. Per altri il siluro lanciato da un aerosilurante italiano guidato dal tenente Ottone Sponza, ma erroneamente identificato come un Fairey Swordfish. Secondo altra fonte invece il tenente Ottone Sponza del 132º Gruppo Aerosiluranti, da altre fonti accreditato del danneggiamento, "attaccò una petroliera con esito non controllato", secondo quanto riportato nella Relazione dell'Ufficio Aerosiluranti di Superaereo;
La manovra di sgancio, effettuata con i motori al minimo, fu agevolata dal fatto che sebbene la Nelson avesse avvistato l'aereo italiano alla distanza di 8 miglia, e la stessa Indomitable si fosse accorta della sua presenza, le due navi britanniche ritennero, erroneamente, si trattasse di uno dei sei velivoli Albacore che stava rientrando sulla portaerei da un volo di pattugliamento notturno antisom. Le navi britanniche cominciarono a sparare soltanto pochi istanti prima che il siluro arrivasse a segno sulla fiancata sinistra della nave, allagando il locale caldaie e causando sette morti, ragion per cui l'S. 79 di Capelli, passando tra la portaerei e la corazzata Rodney e poi sorvolando lo schermo della scorta sopra il cacciatorpediniere Ilex, poté agevolmente allontanarsi senza subire danni.
Quanto alla Indomitable, che con il locale caldaie di sinistra e alcuni compartimenti adiacenti devastati, fu costretta a dirigere alla velocità di quattordici nodi verso Malta, dove arrivò alle 07.30 del 17 luglio, navigando alla velocità di undici nodi, fu poi inviata, dopo sosta a Gibilterra, negli Stati Uniti, nell'Arsenale di Norfolk (Virginia) per riparazioni complete ultimate nel dicembre 1943, per poi rientrare in servizio nel mese di maggio. Tornata a Gibilterra, venne trasferita in settembre negli Stati Uniti per ricevere le riparazioni definitive. La nave venne probabilmente salvata da un rigoroso controllo danni che permise, attraverso un controallagamento, di riequilibrare parzialmente la nave diminuendone l'inclinazione ad un valore accettabile per consentirne la navigabilità e le operazioni di volo, e la nave procedette con le sale caldaie centrale e di destra, essendo la sinistra completamente allagata; comunque, lo sbandamento iniziale di 12° venne ridotto a 1° in soli 20 minuti.
Venne quindi deciso un nuovo trasferimento negli Stati Uniti per le riparazioni; la Indomitable giunse quindi a destinazione il 31 agosto seguente.

### 1944
Tornata in servizio nel maggio 1944 tornò in patria per imbarcare gli aerei assegnati alla nave prima di venire trasferita in Estremo Oriente. Il 5 luglio giunse quindi a Trincomalee insieme alla Victorious iniziando ad operare con la Eastern Fleet dal mese successivo. Il 24 agosto insieme alla Victorious e alla Illustrious, scortata dalla Howe attaccò le installazioni giapponesi e gli impianti industriali a Padang. Dal 18 settembre lanciò una serie di attacchi su Sigli, nell'isola di Sumatra e una missione di ricognizione sulle isole Nicobare. Il 15 ottobre successivo partecipò ad un'ampia operazione diversiva nell'Oceano Indiano durante gli sbarchi alleati a Leyte, nelle Filippine, perdendo sei aerei imbarcati. Tra il 17 ed il 19 ottobre lanciò diversi attacchi sulle isole Nicobare, venendo attaccata più volte da aerosiluranti giapponesi, che vennero in gran parte abbattuti. Il 20 novembre attaccò insieme alla Illustrious Belawan Deli. Il 22 novembre, con la creazione della British Pacific Fleet venne trasferita nella nuova formazione insieme alle altre due portaerei della classe precedentemente assegnate alla Eastern Fleet.

### 1945
Il 4 gennaio 1945 attaccò insieme alla Victorious, alla Illustrious e Indefatigable, scortata da quattro incrociatori e otto cacciatorpediniere, le raffinerie di Pangkalang Brandan nel nord est di Sumatra. Per il resto del mese partecipò ad altre operazioni di attacco ad installazioni soprattutto petrolifere in Indonesia, prima di trasferirsi nell'Oceano Pacifico. Il 4 febbraio giunse a Fremantle, in Australia, base principale della Pacific Fleet. In marzo venne schierata con la Task Force 57, comprendente le forze britanniche impiegate insieme alla Quinta Flotta statunitense. Il 1º aprile, durante gli sbarchi ad Okinawa, venne danneggiata da un attacco kamikaze che uccise 14 uomini dell'equipaggio e ne ferì altri 16. Dal 9 aprile ebbe come obiettivo le installazioni giapponesi sull'isola di Formosa. Il 16 seguente attaccò i campi di aviazione nelle isole Sakishima. Il 4 maggio venne colpita da un altro aereo kamikaze, senza ricevere danni tali da essere ritirata dal servizio. In giugno venne sostituita dalla Implacable e trasferita a Sydney per entrare in cantiere. In agosto, dopo la resa giapponese, venne inviata a rioccupare la colonia di Hong Kong insieme alla Venerable e ad una forza di incrociatori e cacciatorpediniere. Giunse a destinazione il 30 agosto.

### Dopoguerra
La nave rimase assegnata alla Pacific Fleet fino al 12 novembre, tornando in patria il 12 dicembre seguente. Nel 1946 venne trasferita in riserva e tra il 1948 ed il 1950 venne sottoposta ad estesi lavori di modernizzazione comprendenti la modifica dello scafo e l'installazione di nuovi radar. Tornata in servizio divenne quindi ammiraglia della Home Fleet. Nel 1954 venne quindi trasferita nuovamente in riserva e successivamente messa in vendita. Il 30 dicembre 1955 giunse a Faslane per l'inizio della demolizione.